# Adoxophyes privatana
Adoxophyes privatana (tên tiếng Anh Appleleaf-curling moth) là một loài bướm đêm thuộc họ Tortricidae. Nó là loài bản địa của đông nam châu Á, được ghi nhận từ Đài Loan, Hồng Kông, Trung Quốc (Hải Nam), Nepal, Ấn Độ, Sri-Lanka, Thái Lan, miền tây Malaysia, Singapore, Sumatra, Java, Borneo, Philippines và quần đảo Chagos. Nó cũnh được di thực tình cờ vào Đảo Anh.
Sải cánh dài 15–19 mm. Ở Trung Quốc loài này có vài lứa mỗi năm.
Ấu trùng ăn các loại cây khác nhau, bao gồm các cây ăn quả như quýt và ổi. Các loài thức ăn khác được ghi nhận bao gồm Alternanthera sessilis, Cantharospermum barbatum, Calophyllum inophyllum, Camellia, Carica papaya, Cassia siamea, Citrus, Croton, Derris, Eugenia aquea, Evodia accedens, Desmodium gyroides, Eugenia densiflora, Flacourtia, Glycine max, Jasminum sambac, Lantana, Linum, Mangifera indica, Nephelium lappaceum, Nephelium litchi, Ricinus, Schima noronhae, Sida acuta, Solanum torvum, Theobroma và Vitex heterophylla.